# Pasquale Irlando
Pasquale Irlando, né le 17 février 1965 à Locorotondo (Bari), est un pilote automobile de courses de côte italien.

## Biographie
Il débute dès l'âge de 12 ans les sports mécaniques, en pratiquant le karting.
Sa carrière en compétitions de montagne s'étale sur 20 années, entre juillet 1987 (déjà présent cette année-là à Potenza) et 2007 (dernière course à Trento Bondone).
Il acquiert une Osella PA 9/90 en 1991, et il devient pilote officiel de la marque en 1994 après avoir conduit un temps aussi officiellement pour Alfa Romeo sur une 155 GTA fin 1992-début 1993.
Il précède au palmarès du championnat d'Europe de la Catégorie II son compatriote Franz Tschager, également triple vainqueur consécutivement entre 2000 et 2002, sur le même type de véhicule Osella PA20S-BMW.
En 2001 il franchit le pas du championnat d'Italie de sport prototype sur circuit, toujours avec Osella. Bien qu'auteur de plusieurs pole positions et meilleurs temps en course, il ne parvient pas à remporter d'épreuve durant la saison (3e cependant à Binetto).
En 2003 il retourne en championnat d'Europe de la montagne sur une Osella PA 21-Honda (classe CN/2), et en 2004 il participe au développement de l'Osella PA 21 Junior-Alfa Romeo (classe CN/1).

## Palmarès

### Titres
- Triple Champion d'Europe de la montagne de catégorie II, en 1997, 1998 et 1999 (le tout sur Osella PA20S-BMW (Gr. CN));
- Triple Champion d'Italie de la montagne, en 1992 (sur Osella PA 9/90-BMW, vainqueur de 8 courses en 10 participations, et en obtenant 5 records absolus d'ascensions), 1995 (sur Osella PA 20, dont il participe à la mise au point l'année précédente) et 2000 (toujours sur Osella PA 20, victoire dédiée à Fabio Danti tragiquement décédé la même année en course);

### Victoires notables en championnat d'Europe de la montagne
- 1990, 1991 et 1992: trofeo citta di Potenza;
- 1992, 1995, 1996, 1998, 1999 et 2000: coppa Bruno Carotti (Rieti);
- 1995, 1998 et 1999: Vallecamonica;
- 1997: Rechberg;
- 1998: rampa da Falperra;
- 1998: Jaizkibel;
- 1998: Baba (Matador);
- 1999: St Ursanne/Les Rangiers;
- 2003: Trento Bondone ("L'université des courses de côte", .. terminant dans la foulée encore second à Pedavena Croce d'Aune, en championnat d'Italie).